# Jaime Murray

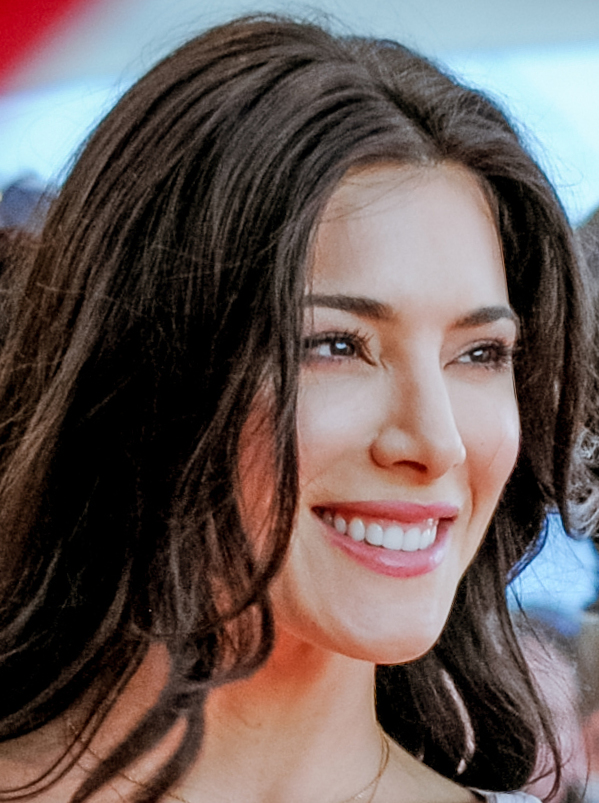
Jaime Murray (2014)

Jaime Murray  (ur. 21 lipca 1976 w Londynie) – brytyjska aktorka filmowa i telewizyjna. Występowała w roli Stacie Monroe w serialu BBC Przekręt oraz Lili w serialu Dexter kanału Showtime.

## Filmografia
- Przekręt (Hustle, 2004–2007, 2012) jako Stacie Monroe[1]
- Animal (2005) jako Sprzedawczyni
- Tajemnica Błękitnego Ekspresu (Poirot: The Mystery of the Blue Train, 2005) jako Ruth Kettering
- Poskromienie złośnicy (The Taming of the Shrew, 2005) jako Bianca Minola
- Dexter (2006) jako Lila[1]
- Spirala życia i śmierci (The Deaths of Ian Stone, 2007) jako Medea
- Botched  (2007) jako Anna
- Agenci miłości (2008–2009) jako Grace Valentine / Afrodyta
- Devil’s Playground (2010) jako Lavinia
- Magazyn 13 (2010–2014) jako H.G. Wells
- Spartakus: Bogowie areny (Spartacus: Gods of the Arena[1], 2011) jako Gaja
- Ringer (2011–2012) jako Olivia Charles
- Jan (2012) jako Andie
- Postrach nocy 2 (2013) jako Gerri Dandrige
- Defiance (2013–2015) jako Stahma Tarr
- Dawno, dawno temu (Once Upon a Time[1], 2016–2017) jako Fiona / Żółta Wróżka / Czarna Wróżka
- The Originals[1] (2018) jako Antoinette
- The Nanny (2018) jako Leonor
- Midnight, Texas[1] (2018) jako Delilah
- Castlevania (2018–2021) jako Carmilla
- Gotham (2019) jako Theresa Walker[1] / Nyssa Al Ghul